# Lê Công Vinh
Lê Công Vinh (Quỳnh Lưu, 10 december 1985) is een Vietnamees gewezen voetballer. Hij is zowel recordinternational als topscorer van het Vietnamees voetbalelftal en wordt door vele Vietnamezen gezien als een van de beste voetballers die het land ooit heeft voortgebracht. Hij werd in 2009 de eerste Vietnamese voetballer spelend in een professionele Europese competitie. In 2004, 2006 en 2007 werd hij verkozen tot Vietnamees voetballer van het jaar.
Het hoogtepunt van zijn interlandloopbaan lag in 2008. Nadat Vietnam met veel moeite door de groepsfase van het Zuidoost-Aziatisch kampioenschap voetbal was gekomen, blonk Vinh in de knock-outfase uit. Hij gaf in de halve finale de assist op Nguyễn Quang Hải, die de eerste en tevens enige treffer van de wedstrijd maakte. In de eerste wedstrijd van de finale maakte Vinh het tweede doelpunt, waardoor Vietnam met 1-2 won van Thailand in Bangkok. In de return scoorde hij in de laatste minuut de gelijkmaker waardoor Vietnam voor het eerst in haar historie een toernooi winnend afsloot.
Na afloop van de gewonnen AYA Bank Cup 2016, een vriendschappelijk toernooi tussen Vietnam, Hongkong, Myanmar en Singapore, maakte Vinh bekend zijn interlandcarrière te beëindigen.

## Erelijst
Becamex Bình Dương
- Vietnamees landskampioen: 2015

 Vietnamees voetbalelftal
- AYA Bank Cup 2016
- Zuidoost-Aziatisch kampioenschap voetbal: 2008